# Bậc dinh dưỡng

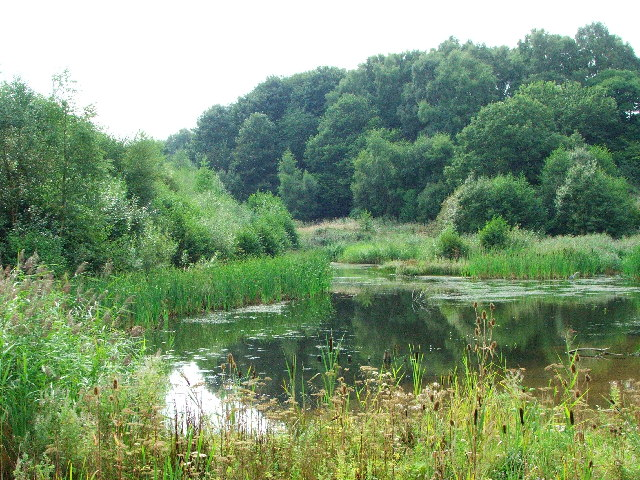
Bậc dinh dưỡng cấp 1. Thực vật trong bức ảnh này, và tảo và thực vật phù du trong hồ, là những sinh vật sản xuất sơ cấp. Chúng lấy dinh dưỡng từ đất hoặc nước, và sản xuất thức ăn của riêng chúng bằng cách quang hợp, sử dụng năng lượng từ mặt trời.

Bậc dinh dưỡng của một sinh vật là vị trí sinh vật đó đứng trong một chuỗi thức ăn. Một chuỗi thức ăn đại diện cho một chuỗi các sinh vật ăn những sinh vật khác và bị những sinh vật khác ăn. Số bậc dinh dưỡng của một sinh vật được tính bằng số bước từ điểm bắt đầu của chuỗi thức ăn cho tới sinh vật đó. Các chuỗi thức ăn bắt đầu ở bậc dinh dưỡng cấp 1 với các sinh vật sản xuất sơ cấp như thực vật, lên tới động vật ăn cỏ ở bậc 2, động vật săn mồi ở bậc 3 và thường kết thúc với động vật ăn thịt hoặc động vật ăn thịt đầu bảng ở bậc 4 hoặc 5. Con đường dọc theo chuỗi có thể tạo thành một dòng một chiều hoặc một "lưới" thức ăn. Cộng đồng sinh thái học với sự đa dạng sinh học cao hơn thì sẽ tạo thành những con đường dinh dưỡng phức tạp hơn.

## Tổng quan

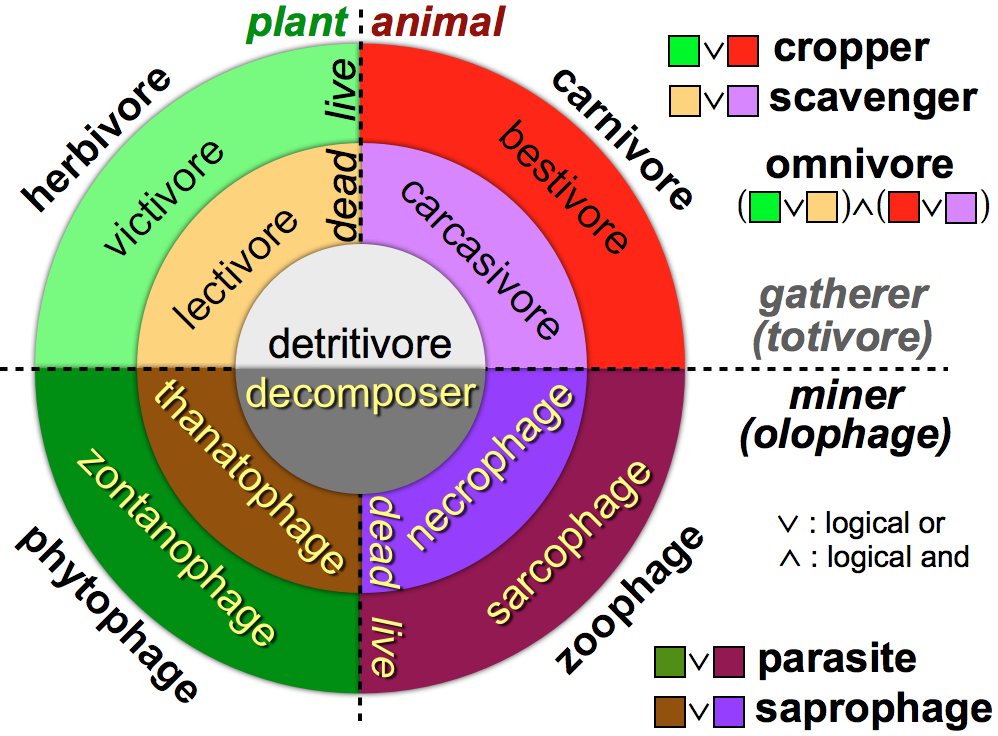
Các thể loại sinh vật tiêu thụ dựa trên thứ bị ăn (thực vật, màu xanh lục là còn sống, màu nâu là đã chết; động vật: màu đỏ là còn sống, màu tím là đã chết; hoặc cụ thể: màu xám)

Ba cách cơ bản để sinh vật có thể kiếm được thức ăn là với tư cách sinh vật sản xuất, sinh vật tiêu thụ và sinh vật phân giải.
- Sinh vật sản xuất (sinh vật tự dưỡng) thường là thực vật hoặc tảo. Thực vật và tảo thường không ăn các sinh vật khác mà chúng lấy dinh dưỡng từ đất hoặc đại dương và tự sản xuất thức ăn cho bản thân bằng cách quang hợp. Vì lý do này, chúng được gọi là sinh vật sản xuất sơ cấp. Bằng cách này, năng lượng từ mặt trời thường là thứ cấp năng lượng cho cơ sở của chuỗi thức ăn.[1] Một ngoại lệ tồn tại ở những hệ sinh thái miệng phun thủy nhiệt dưới biển sâu, nơi không có ánh sáng mặt trời. Tại đây các sinh vật sản xuất sơ cấp sản xuất thức ăn thông qua một quá trình gọi là hóa tổng hợp.[2]
- Sinh vật tiêu thụ (sinh vật dị dưỡng) là các loài không thể tự sản xuất thức ăn của riêng chúng mà cần phải tiêu thụ các sinh vật khác. Động vật mà ăn những sinh vật sản xuất sơ cấp (như thực vật) thì được gọi là động vật ăn cỏ. Động vật mà ăn những động vật khác thì được gọi là động vật ăn thịt, và những động vật ăn cả thực vật và động vật khác được gọi là động vật ăn tạp.
- Sinh vật phân giải (sinh vật ăn mùn bã) phân giải vật chất và chất thải của động thực vật đã chết và nhả nó ra trở lại vào hệ sinh thái dưới dạng năng lượng và chất dinh dưỡng để tái chế. Các sinh vật phân giải, ví dụ như vi khuẩn và nấm, ăn chất thải và các vật chất chết, chuyển chúng thành các chất hóa học vô cơ có thể tái chết thành chất dinh dưỡng khoáng để thực vật có thể sử dụng lại.

Các bậc dinh dưỡng thường được đánh số, bắt đầu ở cấp 1 với thực vật. Các bậc cao hơn thì được đánh số tiếp sau dựa theo khoảng cách giữa chúng với cấp 1 trong chuỗi thức ăn.
- Cấp 1: Thực vật và tảo, chúng tự tạo ra thức ăn của mình và được gọi là sinh vật sản xuất sơ cấp.
- Cấp 2: Động vật ăn cỏ, ăn thực vật và được gọi là sinh vật tiêu thụ bậc 1.
- Cấp 3: Động vật ăn thịt, ăn động vật ăn cỏ và được gọi là sinh vật tiêu thụ bậc 2.
- Cấp 4: Động vật ăn thịt, ăn những động vật ăn thịt khác và được gọi là sinh vật tiêu thụ bậc 3.
- Cấp 5: Động vật ăn thịt đầu bảng, những loài không có loài săn chúng và ở đầu chuỗi thức ăn.

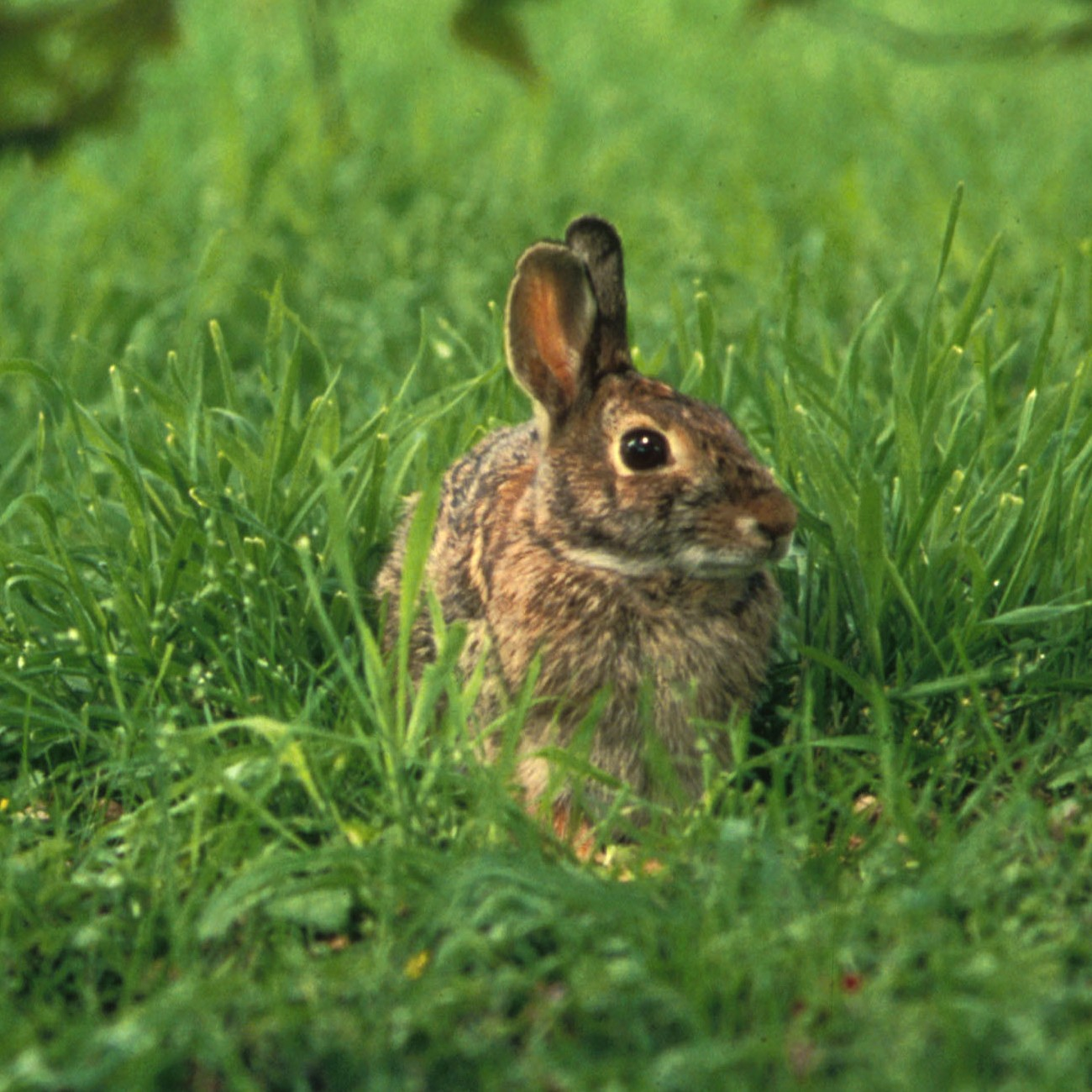
Bậc dinh dưỡng cấp 2 Thỏ ăn thực vật ở bậc dinh dưỡng cấp 1, vậy nên chúng là sinh vật tiêu thụ cấp 1.
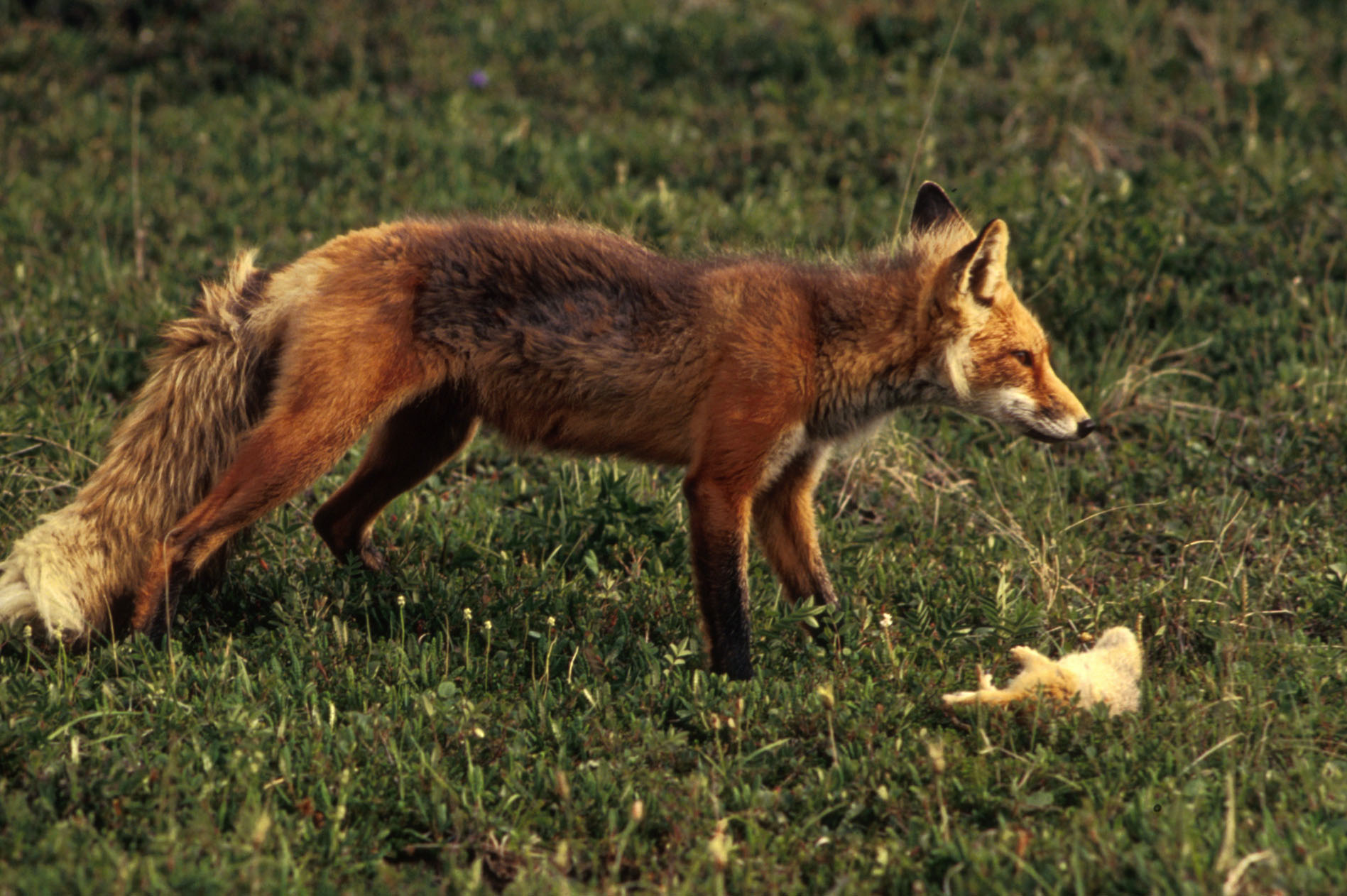
Bậc dinh dưỡng cấp 3 Cáo ăn thỏ ở bậc dinh dưỡng cấp 2, vậy nên chúng là sinh vật tiêu thụ cấp 2.
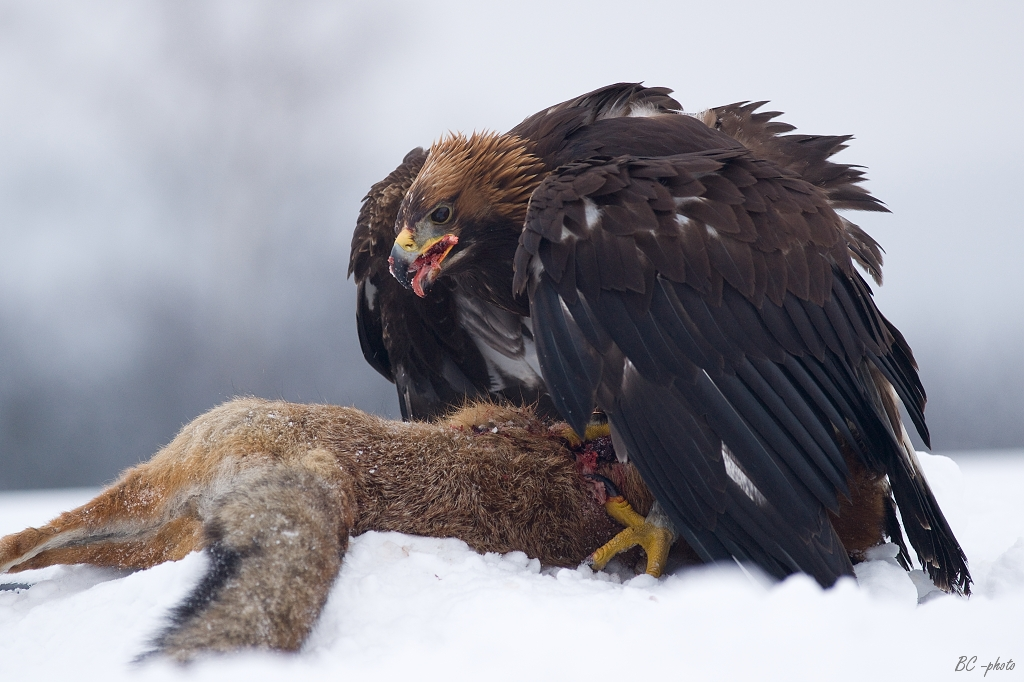
Bậc dinh dưỡng cấp 4 Đại bàng vàng ăn cáo ở bậc dinh dưỡng cấp 3, vậy nên chúng là sinh vật tiêu thụ cấp 3.
Sinh vật phân giải Nấm ở trên cây này ăn các vật chất chết, biến đổi chúng trở lại thành chất dinh dưỡng mà sinh vật sản xuất sơ cấp có thể sử dụng.

Trong các hệ sinh thái ở thế giới thật, có nhiều hơn một chuỗi thức ăn đối với hầu hết các sinh vật, vì hầu hết các sinh vật ăn nhiều hơn một loại thức ăn hoặc bị ăn bởi nhiều hơn một loài săn mồi. Một biểu đồ thể hiện mạng lưới phức tạp các chuỗi thức ăn giao nhau và đè lên nhau trong một hệ sinh thái thì được gọi là một lưới thức ăn. Các sinh vật phân giải thường bị bỏ ngoài lưới thức ăn, nhưng nếu cho vào thì chúng sẽ là loài kết thúc một chuỗi thức ăn. Khi đó thì chuỗi thức ăn sẽ bắt đầu với sinh vật sản xuất sơ cấp và kết thúc với sự mục rữa và sinh vật phân giải. Vì sinh vật phân giải tái chế chất dinh dưỡng, để chúng đấy để chúng có thể được tái sử dụng bởi sinh vật sản xuất sơ cấp nên đôi khi chúng được coi là có bậc dinh dưỡng của riêng mình.

## Hiệu suất chuyển dịch sinh khối

Một tháp năng lượng mô tả cần bao nhiêu năng lượng khi nó truyền lên trên để hỗ trợ cho bậc dinh dưỡng tiếp theo. Biểu đồ này thì không phải để đo, bởi vì chỉ khoảng 10% năng lượng được chuyển giữa các bậc dinh dưỡng thì được chuyển thành sinh khối.

Nói chung, mỗi bậc dinh dưỡng thì có liên quan tới bậc bên dưới nó bằng cách hấp thụ một lượng năng lượng mà nó tiêu thụ, và bằng cách này có thể được coi là dựa vào, hoặc được hỗ trợ bởi, bậc dinh dưỡng thấp hơn tiếp theo. Chuỗi thức ăn có thể được tạo thành biểu đồ để mô tả lượng năng lượng chuyển dịch từ một bậc dinh dưỡng này tới bậc tiếp theo trong một chuỗi thức ăn. Nó được gọi là tháp năng lượng. Năng lượng chuyển dịch giữa các bậc cũng có thể được coi là gần giống với một sự chuyển giao trong sinh khối, vậy thì tháp năng lượng cũng có thể được xem là tháp sinh khối, mô tả lượng sinh khối từ bậc cao hơn từ sinh khối được tiêu thụ ở bậc thấp hơn.
Hiệu suất mà năng lượng hoặc sinh khối được chuyển dịch từ một bậc dinh dưỡng này sang bậc tiếp theo thì được gọi là hiệu suất sinh thái. Các sinh vật tiêu thụ ở mỗi bậc thì chỉ chuyển đổi khoảng 10% hóa năng trong thức ăn của chúng thành mô hữu cơ của riêng chúng (quy luật mười phần trăm). Vì lý do này, chuỗi thức ăn hiếm khi vượt quá 5 hay 6 bậc. Ở bậc dinh dưỡng thấp nhất (đáy của chuỗi thức ăn), thực vật chuyển đổi khoảng 1% năng lượng mặt trời chúng hấp thu thành hóa năng. Theo đó tổng năng lượng lúc đầu hiện diện trong ánh sáng mắt trời mà cuối cùng được thể hiện ở sinh vật tiêu thụ bậc ba là khoảng 0.001%

## Sự tiến hóa của các bậc dinh dưỡng
Cả số cấp trong bậc dinh dưỡng và sự phức tạp trong mối quan hệ giữa chúng thì tiến hóa bởi vì sự sống đa dạng hóa qua thời gian, với ngoại lệ là các sự kiện tuyệt chủng hàng loạt cách quãng.

## Bậc dinh dưỡng phân số

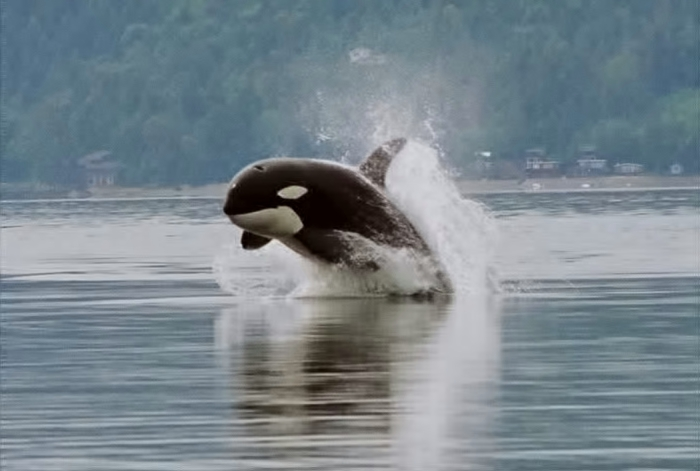
Cá voi sát thủ là động vật ăn thịt đầu bảng nhưng chúng được chia ra thành những nhóm riêng biệt săn những con mồi riêng biệt, có thể là cá ngừ, cá mập nhỏ hoặc hải cẩu.

Lưới thức ăn định nghĩa một phần lớn hệ sinh thái, và các bậc dinh dưỡng thì định nghĩa vị trí của các sinh vật bên trong lưới. Nhưng những bậc dinh dưỡng này không phải bao giờ cũng là số nguyên đơn thuần, bởi vì các sinh vật thường ăn ở nhiều hơn một bậc dinh dưỡng. Ví dụ, một số loài ăn thịt cũng ăn thực vật, và một số thực vật lại là loài ăn thịt. Một động vật ăn thịt lớn có thể ăn cả động vật ăn thịt nhỏ hơn hoặc động vật ăn cỏ; linh miêu đuôi cộc ăn thỏ, nhưng sư tử núi ăn cả linh miêu đuôi cộc và thỏ. Các loài động vật cũng có thể ăn lẫn nhau; ếch ương beo ăn tôm hùm đất và tôm hùm đất lại ăn ếch ương beo con. Thói quen ăn uống của một loài vật khi còn nhỏ, và do đó, cả bậc dinh dưỡng của nó, có thể thay đổi khi nó lớn lên.
Nhà khoa học thủy sản Daniel Pauly đặt giá trị của bậc dinh dưỡng là một trong thực vật và mùn bã, hai trong động vật ăn cỏ và sinh vật ăn mùn bã (sinh vật tiêu thụ bậc 1), ba trong sinh vật tiêu thụ bậc 2, và cứ tiếp tục như vậy. Định nghĩa của bậc dinh dưỡng, được ký hiệu là TL (Trophic Level), đối với bất kỳ loài tiêu thụ nào sẽ là:
{\displaystyle TL_{i}=1+\sum _{j}(TL_{j}\cdot DC_{ij})\!}
trong đó {\displaystyle TL_{j}} là bậc dinh dưỡng phân số của con mồi j,và {\displaystyle DC_{ij}} đại diện cho phân số của j trong khẩu phần ăn của i.
Trong trường hợp đối với các hệ sinh thái dưới nước, bậc dinh dường của hầu hết các loài cá và sinh vật tiêu thụ dưới nước khác thì có giá trị từ 2,0 đến 5,0. Giá trị lớn hơn 5,0 thì bất thường, kể cả với cá lớn, mặc dù nó xuất hiện trong các động vật có vú dưới nước là loài săn mồi đầu bảng, ví dụ như gấu bắc cực và cá voi sát thủ.
Ngoài các nghiên cứu quan sát về hành vi động vật và việc tính các thứ chứa trong dạ dày động vật ra, bậc dinh dưỡng có thể được tính thông qua phân tích đồng vị bền của mô động vật, ví dụ như cơ, da, lông, collagen xương. Đó là bởi vì có những sự tăng liên tục trong thành phần đồng vị nitơ ở mỗi bậc dinh dưỡng được tạo ra bởi quá trình chiết phân đoạn xảy ra với sự tổng hợp phân tử sinh học; mức độ của sự tăng thành phần đồng vị nitơ này là xấp xỉ 3-4‰.

## Bậc dinh dưỡng trung bình

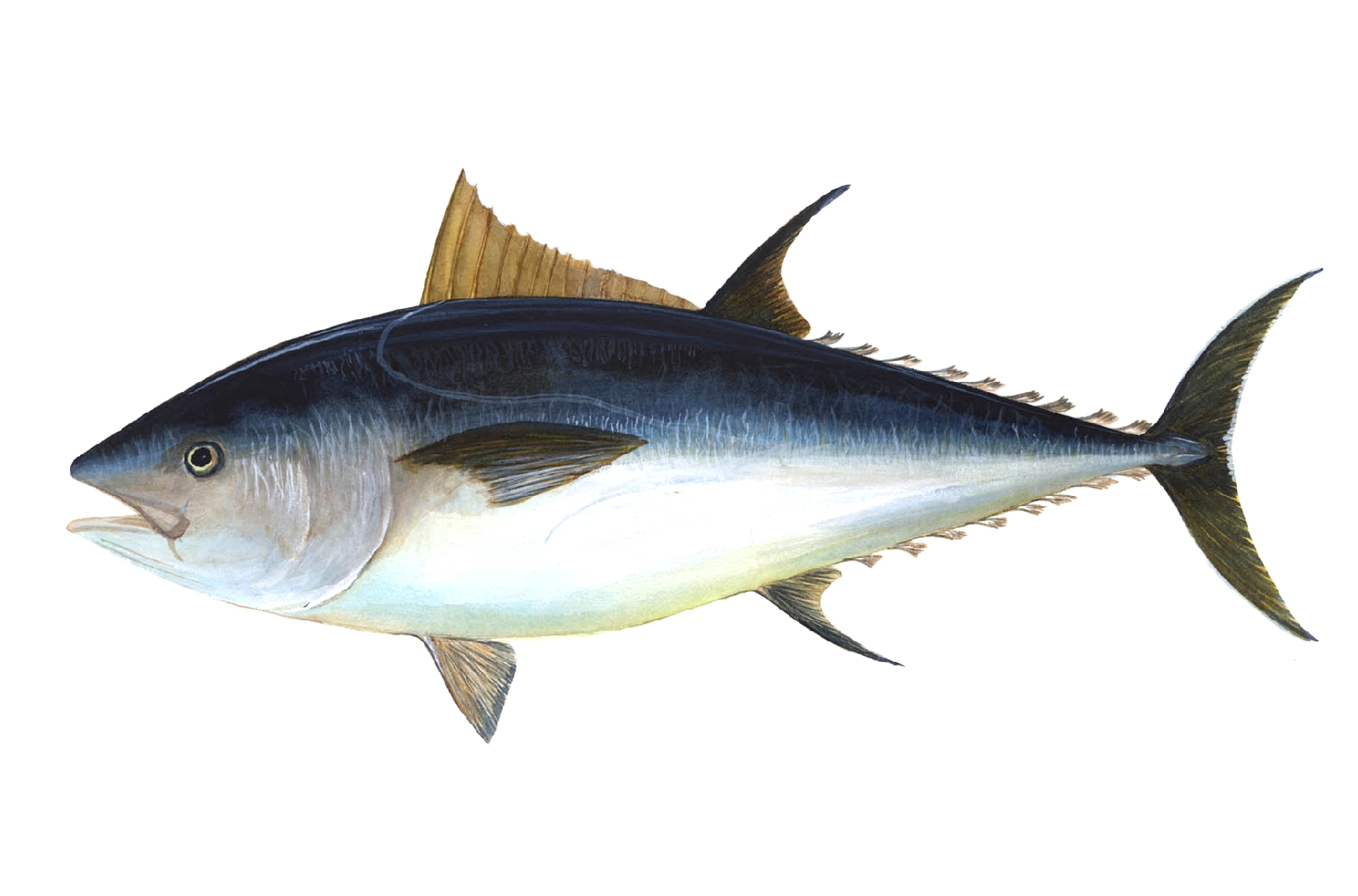
Bậc dinh dưỡng trung bình của việc đánh bắt thủy sản thế giới đã giảm liên tục bởi vì nhiều loài các ở bậc dinh dưỡng cao, ví dụ như con cá ngừ này, đã bị đánh bắt quá mức.

Trong thủy sản, bậc dinh dưỡng trung bình cho đánh bắt thủy sản trong cả một vùng hoặc một hệ sinh thái được tính cho năm y bằng công thức:
{\displaystyle TL_{y}={\frac {\sum _{i}(TL_{i}\cdot Y_{iy})}{\sum _{i}Y_{iy}}}}
trong đó {\displaystyle Y_{iy}} là việc đánh bắt loài hoặc nhóm i trong năm y, và {\displaystyle TL_{i}} là bậc dinh dưỡng cho loài i nói trên.
Cá ở những bậc dinh dưỡng cao hơn thường có giá trị kinh tế cao hơn, điều này có thể dẫn tới hiện tượng đánh bắt quá mức ở các bậc dinh dưỡng cao hơn. Các báo cáo trước đây đã phát hiện ra một sự suy giảm thấp một cách nguy hiểm trong số liệu về bậc dinh dưỡng trung bình của việc đánh bắt thủy sản, trong một quy trình được gọi là đánh bắt tới tận cùng lưới thức ăn. Tuy nhiên, những nghiên cứu gần đây hơn không tìm thấy một mối liên hệ nào giữa giá trị kinh tế và bậc dinh dưỡng; và bậc dinh dưỡng trung bình trong việc đánh bắt, khảo sát và đánh giá nguồn dữ trữ đó thì thực tế không hề giảm đi, từ đó có thể suy ra rằng đánh bắt tới tận cùng lưới thức ăn không phải là một hiện tượng toàn cầu. Tuy nhiên Pauly và những người khác lưu ý rằng bậc dinh dưỡng đạt đỉnh tại 3,4 vào năm 1970 ở tây bắc và trung tây Đại Tây Dương, theo sau đó là một đợt giảm còn 2,9 vào năm 1994. Họ báo cáo rằng có một đợt chuyển dịch từ các loài cá tầng đáy ở bậc dinh dưỡng cao sống lâu và ăn các loài cá khác, ví dụ như cá tuyết và cá tuyết chấm đen, sang các loài động vật không xương sống ở bậc dinh dưỡng thấp sống ngắn ngày ăn sinh vật phù du (ví dụ như tôm) và các loài cá biển khởi nhỏ (ví dụ như cá trích). Sự chuyển dịch từ các loài cá ở bậc dinh dưỡng cao xuống các loài động vật không xương sống và cá ở bậc dinh dưỡng thấp là một sự phản hồi lại các thay đổi trong sự phong phú tương đối của những loài được ưa chuộng đánh bắt. Họ tranh luận rằng đây là một phần của sự sụp đổ nền ngư nghiệp toàn cầu.

## Chỉ số FiB
Vì hiệu suất chuyển đổi sinh khối chỉ vào khoảng 10% do đó tỉ lệ sản xuất sinh học thì lớn hơn ở những bậc dinh dưỡng thấp hơn so với những bậc dinh dưỡng cao hơn. Đánh bắt thủy sản, ngay từ đầu thì ít nhất, sẽ có xu hướng tăng lên khi mà bậc dinh dưỡng giảm. Ở điểm này thì ngành ngư nghiệp sẽ nhắm vào các loài ở thấp hơn trong lưới thức ăn. Vào năm 2000, điều này đã khiến Pauly và các cộng sự xây dựng một chỉ số Thủy sản Cân bằng (Fisheries in Balance), thường được gọi là chỉ số FiB. Chỉ số FiB được tính bằng công thức dưới đây với bất kỳ năm y nào
{\displaystyle FiB_{y}=\log {\frac {Y_{y}/(TE)^{TL_{y}}}{Y_{0}/(TE)^{TL_{0}}}}}
trong đó {\displaystyle Y_{y}} là việc đánh bắt trong năm y, {\displaystyle {TL}_{y}} là bậc dinh dưỡng trung bình của việc đánh bắt trong năm y, {\displaystyle Y_{0}} là việc đánh bắt, {\displaystyle {TL}_{0}} bậc dinh dưỡng trung bình của việc đánh bắt ở thời điểm bắt đầu phân tích, và {\displaystyle TE} là hiệu suất chuyển đối sinh khối hoặc năng lượng giữa các bậc dinh dưỡng.

## Các tương tác
Một khía cạnh của các bậc dinh dưỡng được gọi là tương tác ba bậc dinh dưỡng. Các nhà sinh thái học thường hạn chế các nghiên cứu của mình chỉ trong hai bậc dinh dưỡng để làm đơn giản hóa các phân tích; tuy nhiên, điều này có thể dẫn tới sự hiểu nhầm nếu như các tương tác ba bậc dinh dưỡng (ví dụ như thực vật–động vật ăn cỏ–động vật săn mồi) không được hiểu một cách dễ dàng bằng cách đơn giản là thêm vào các tương tác từng đôi (ví dụ như thực vât–động vật ăn cỏ cộng động vật ăn cỏ–động vật săn mồi). Ví dụ, các tương tác quan trọng có thể xảy ra giữa bậc dinh dưỡng đầu tiên (thực vật) và bậc thứ ba (loài săn mồi) trong việc quyết định sự phát triển số lượng của loài ăn cỏ. Những sự thay đổi trong gen đơn giản có thể sinh ra các biển thể về mặt hình thái học trong thực vật mà sau đó lại tạo nên sự khác biệt trong việc kháng lại các loài ăn cỏ vì ảnh hưởng của cấu trúc thực vật lên đối thủ của loài ăn cỏ. Thực vật cũng có thể phát triển cơ chế phòng vệ loài ăn cỏ ví dụ như cơ chế phản kháng hóa học.

## Ví dụ
Dựa vào đặc tính tự nhiên của loài bậc dinh dưỡng chính xác của loài có thể có phần mơ hồ và giá trị chính xác của nó có thể biến đổi tùy thuộc vào nguồn. Hầu như mọi loài thực vật cũng như thực vật phù du và những sinh vật tương tự đều được phân loại vào cấp 1,0. Hầu hết các loài giun thường được phân loại vào cấp 2,1; một loài côn trùng thông thường sẽ là cấp 2,2; một con sứa là 3,0; một con chim bình thường là 3,6; một loài động vật có vú bình thường là 4,1.
Một nghiên cứu vào năm 2013 được đăng tải trên National Academy of Sciences đã ước lượng bậc dinh dưỡng trung bình của con người là 2,21, bằng với lợn hay cá trổng. Tất nhiên đây chỉ là một con số trung bình, và hiển nhiên là thói quen ăn uống của cả người hiện đại lẫn người cổ xưa đều rất phức tạp và có sự biến đổi rất lớn. Ví dụ, một người Eskimo truyền thống có một khẩu phần ăn bao gồm chủ yếu là hải cầu thì sẽ có bậc dinh dưỡng gần 5.